# REASON (柚子单曲)
《REASON》是日本二人组合柚子（ゆず）的第37张单曲。2013年1月9日由其所属公司Senha&Company发售。